# Вольфингер, Раймонд Эдвин
Раймонд Эдвин Вольфингер (англ. Raymond Edwin Wolfinger; 29 июня 1931 — 6 февраля 2015) — американский политолог, профессор Калифорнийского университета в Беркли, член Американской академии искусств и наук.

## Биография
Профессиональное образование получил в Калифорнийском университете в Беркли (бакалавр), в Университете Иллинойса (магистр), в Йельском университете (доктор).
Работал помощником сенатора США от Миннесоты Хьюберта Хамфри, внес значительный вклад в разработку и принятия Закона о гражданских правах 1964 года.
Преподавал в Стэнфордском университете и в Калифорнийском университете в Беркли.